# Габријел Нарутович
Габријел Нарутович (пољ. Gabriel Narutowicz; 17. март 1865 – 16. децембар 1922) био је пољски професор хидроелектричког инжењерства, и политичар који је служио као 1. председник Пољске од 11. децембра 1922. године док није убијен у атентату само пет дана након ступања на дужност. Претходно је служио као министар јавних радова од 1920. године до 1921. године, и кратко као министар спољних послова током 1922. године. Био је цењени инжењер а политички је био независан и био је први изабрани шеф државе након што је Пољска поново стекла суверенитет након подела Пољске.

## Породица
Габријел Јозеф Нарутович је рођен у пољско-литванској племићкој породици у Телшеу, који је тада био део Руског царства након поделе Пољско-литванске заједнице. Његов отац, Јан Нарутович, био је локални окружни судија и земљопоседник у саможитском селу Бревики (сада Бревикиаи). Као резултат његовог учешћа у јануарском устанку 1863. против царске Русије, осуђен је на годину дана затвора; умро је када је Габријел био само један.
Габријелова мајка, Викторија Шчепковска, била је Јанова трећа жена. Након мужевљеве смрти, сама је подигла синове. Образована жена, заинтригирана филозофијом доба просветитељства, имала је велики утицај на развој погледа на свет Габријела и његове браће и сестара. Године 1873. преселила се у Лијепају, Летонија, како њена деца не би била приморана да похађају руску школу (русификација у Летонији после устанка 1863. била је мање примењивана него у Литванији и Пољској, центру устанка).
Илустрација двојне природе породичног идентитета је брат Габријела Нарутовича, Станислав Нарутович, који је, након што је Литванија поново стекла независност 1918, постао литвански, а не пољски држављанин. Раније, пред крај Првог светског рата, Станислав је постао члан Савета Литваније, привременог литванског парламента . Био је потписник литванског акта о независности од 16. фебруара 1918.

### 1865–1920
Нарутович је завршио средње образовање у гимназији у Лијепаји, Летонија. Потом се уписао на Универзитет у Санкт Петербургу, на Физичко-математички факултет. Болест га је, међутим, навела да обустави  студије и да се касније пребаци на Циришку политехнику у Швајцарској, где је студирао од 1887. до 1891.
Он је помагао прогнаним Пољацима у бекству од руских власти током свог боравка у Швајцарској. Такође је био повезан са пољском емигрантском социјалистичком партијом „ Пролетаријат“. Због његових асоцијација забрањен му је повратак у Русију и издат налог за хапшење. Године 1895. Нарутович је постао швајцарски држављанин и, након завршетка студија, био је запослен као инжењер током изградње железничке пруге у Санкт Галену.
Нарутович се показао као изванредан инжењерски стручњак и 1895. постао је шеф радова на реци Рајни. Касније је ангажован у техничкој канцеларији Курштајн. Његови радови су били изложени на Међународној изложби у Паризу (1896), а постао је познати пионир електрификације у Швајцарској. Нарутович је руководио изградњом многих других европских хидроелектрана, као што су Монте, Мухлеберг и Анделсбух.
Године 1907. постао је професор на ЕТХ Цириху, на институту за изградњу воде у Цириху. Био је декан тог института од 1913. до 1919. године. Био је и члан Швајцарског комитета за водопривреду. Године 1915. изабран је за председника Међународног комитета за регулацију реке Рајне.
Током Првог светског рата сарађивао је са Генералним швајцарским комитетом који је имао задатак да помогне жртвама рата у Пољској, а био је и члан La Pologne et la Guerre, са центром у Лозани. Следбеник идеја Јозефа Пилсудског, у септембру 1919. Нарутович је био позван од пољске владе да се врати у Пољску како би учествовао у обнови националне инфраструктуре.

### 1920–22
Након повратка у Пољску, 23. јуна 1920. Нарутович је постао министар јавних радова у влади Владислава Грабског. На тој функцији је био до 26. јуна 1922. (у четири наредна кабинета). Након што је постао министар јавних радова, Нарутович је одмах почео да ради на обнови своје земље, користећи искуство стечено у Швајцарској. Ускоро ће кренути у реорганизацију бирократије за реконструкцију и четири пута смањити број запослених у току две године и на тај начин умногоме повећати њену ефикасност.
Нарутович је често путовао по земљи да би лично надгледао и усмеравао јавне радове. До 1921. скоро 270.000 зграда и 300 мостова је обновљено, већина путева поправљена, а око 200 км аутопутева изграђен. Такође је пројектовао бране и надгледао изградњу хидроелектране у Порабки на реци Сола на Бескидским планинама и радио на контроли наводњавања реке Висле.
Политички је био на гласу као умерен, разуман и широкогрудан човек. Био је члан владе у сваком наредном кабинету (период сталних владиних криза и промена). У априлу 1922, Нарутович је делегиран (заједно са тадашњим министром иностраних послова Константијем Скирмунтом) да учествује на конференцији у Ђенови и добио је заслуге за успех пољске делегације — многе западне дипломате су имале веће поверење у њега него у остале министре владе.
На Видовдан 1922. постао је министар иностраних послова у влади Артура Сливинског. Такође је обављао ту функцију у каснијој влади Јулијана Игнасија Новака. У октобру 1922. представљао је Пољску на конференцији у Талину. На изборима 1922. подржао је Националну јавну унију десног центра (Unia Narodowo-Państwowa), повезану са Јозефом Пиłсудским. И сам је био кандидат Јавног савеза за источне пограничне области (Панствове Зједноцзение на Кресацх ), али није добио место у парламенту.

### Избори
Након што је изгубио на изборима, Нарутович је наставио да буде министар спољних послова у влади Јулијана Новака. На сопствено велико изненађење у децембру је номинован као кандидат за председничке изборе који су уследили. Иако је Пилсудски покушао да га обесхрабри да постане председнички кандидат (он је сам првобитно желео да одбије номинацију, коју је предложила Пољска народна партија – „Визволение“), на крају је попустио и прихватио.
Према мартовском уставу Пољске, председника је морала да бира Народна скупштина, односно два дома парламента. После првог круга гласања није било јасног победника. У другом кругу елиминисан је званични кандидат социјалиста, Игнаци Дасзински; али опет није било јасног победника. Следећи који су одустали су била два кандидата која су највише фаворизовали представници националних мањина: Јан Бодуен де Куртене и Станислав Војчеховски (потоњег подржава део левице). У последњем и одлучујућем кругу остала су само два кандидата: гроф Маурици Замоиски (подржан од десног покрета Национална демократија ) и Нарутович (подржан од стране неких центара и левичарских партија, као и лидера различитих националних мањина).
Нарутович је победио захваљујући гласовима левице, гласања представника националних мањина (њихови гласови су били одлучујући да победе Националдемократски покрет) и центристичке Пољске народне партије „Пјаст“ (ПСЛ „Пјаст“). Нарутович освојио 289 гласова, док је Замојски освојио само 227 гласова и тако је Нарутович изабран за првог председника Друге Пољске Републике.
Његова победа је била крајње непријатно изненађење за разне водеће политичаре десне оријентације. После избора, одређене католичке и националистичке групе почеле су агресивну кампању против лично Нарутовича. Поред осталих оптужби, називали су га атеистом и масоном, а део штампе га је називао „јеврејским председником“. Фракција против Пилсудског, коју подржава генерал Јозеф Халер, такође је критиковала свеукупну подршку новог председника политици Пилсудског.

### Председнички мандат
Наручитович је био председник Пољске само пет дана. Током његове церемоније полагања заклетве 11. децембра 1922, чланови Националне демократије и други показали су своје противљење изабраном председнику антивладиним демонстрацијама у Варшави. Раније тог дана, противници његовог избора покушали су да спрече новоизабраног председника да уђе у Сејм тако што су блокирали улице и гађали блатом његову колону. Нарутовичу никада није одговарало широко распрострањено уверење да је он представник левице у пољској политици. Тек је случајно постао кандидат Пољске сељачке странке „Визволение“; такође није очекивао да ће победити на изборима (у првом кругу Нарутович је добио само 62 гласа, док је Замојски имао 222).
Током првих дана након полагања заклетве, он се састао са представницима Хришћанско-демократске партије и кардиналом Александром Каковским. Нарутович је схватио да је немогуће формирати већинску владу у парламенту, па је покушао да створи владу ван надлежности парламента. Као гест десном крилу, понудио је место министра спољних послова свом ривалу Замојском.

### Атентат
Само пет дана након ступања на дужност, 16. децембра 1922. године, Нарутович је убијен док је био на изложби уметности у Националној галерији уметности „Зачета“. Атентатор је био сликар Елигиуш Ниевиадомски, који је имао везе са десничарском Национално-демократском партијом. Убица је осуђен на смрт и погубљен испред Варшавске цитаделе 31. јануара.
Убиство Нарутовича је главна тема пољског играног филма Смрт председника (Смиерћ президента), редитеља Јежија Кавалеровича, из 1977. године.